# 국립 크렘린궁
국립 크렘린궁(러시아어: Государственный Кремлёвский дворец)은 공식적, 그리고 비공식적으로 크렘린 의회궁(러시아어: Кремлёвский дворец съездов)으로 알려져 있기도 한 모스크바 크렘린 내부의 거대하고 현대적인 건축물이다.

## 배경
국립 크렘린궁은 니키타 흐루쇼프 소련 공산당 서기장의 지시에 따라 소련 공산당 간부들의 회의 장소로 처음 설계되었다. 새로운 궁전의 설계안이 워낙 현대적이라, 유서깊은 모스크바 크렘린 내부에 짓기에는 지나치게 다른 건물들과 조화를 이루지 못한다는 반대에도 불구하고 1959년에 시공되었다. 궁전은 소련 공산당 22차 간부 회의 날짜인 1961년 10월 17일에 공식적으로 완공되어 공개되었으며, 1962년에는 국가 크렘린궁의 설계자들인 미하일 포소힌 등이 공로를 인정받아 레닌상을 수여받았다.
국립 크렘린궁은 콘크리트와 유리로 지어진 현대식 건물이다. 약 17m, 건물 전체의 절반 정도가 지하에 묻혀있으며, 주 회의장은 총 6,000여 명에 달하는 인원들을 수용할 수 있다. 이는 당시로서는 최신의 건축 기술로 지어진 것이었다. 소련 시기 동안 이 곳에서 수없이 많은 국가적인 행사들, 가장 대표적으로 당원 회의 등이 열렸으며, 현재에는 정치적 집회 혹은 유명 콘서트장 등으로 사용되고 있다. 미국 가수인 머라이어 캐리, 티나 터너, 셰어, 캐나다의 시인이자 싱어송라이터인 레너드 코언 등이 이 곳에서 공연을 가진 바 있다. 또한 이 곳은 크렘린 궁의 공식 발레 공연장이기도 하기에, 볼쇼이 발레단이 이 곳에서 자주 공연을 하기도 하였다. 국립 크렘린궁 내부에 있는 방들은 총 800여 개에 이른다.
건물의 외관은 백색 대리석과 유리 창문으로 지어져 있는데, 이 창문들은 약간 기울어져 있고, 빛을 잘 반사하는 재질로 만들어져 있어 주변에 있는 크렘린의 고건축물들을 마치 그림처럼 보이게 한다. 원래 이 궁전을 설계할 적에는, 이러한 지나치게 현대적인 건물을 크렘린 무기고와 크렘린 대궁전의 일부를 철거하면서까지 크렘린 내부에 짓는다는 발상이 반발을 불러오기도 하였으나, 소련 지도부가 워낙 강력하게 밀어붙여 통과되었다. 나중에 국립 크렘린궁에 통로가 추가적으로 건설되어 테렘궁과 크렘린 대궁전으로 곧바로 연결될 수 있도록 만들어졌다.

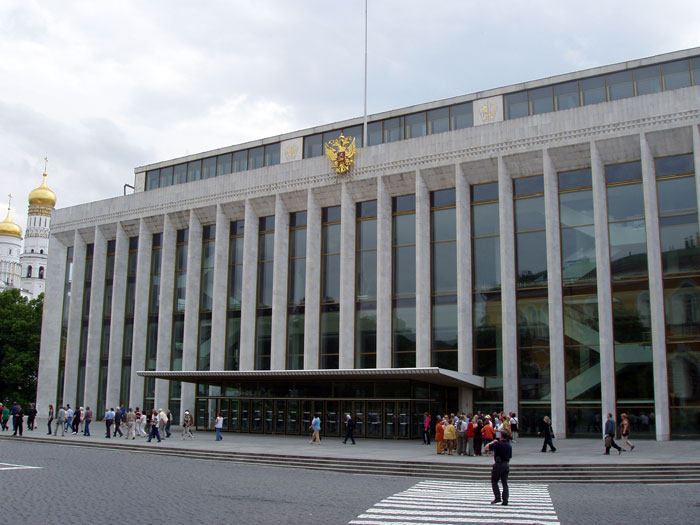
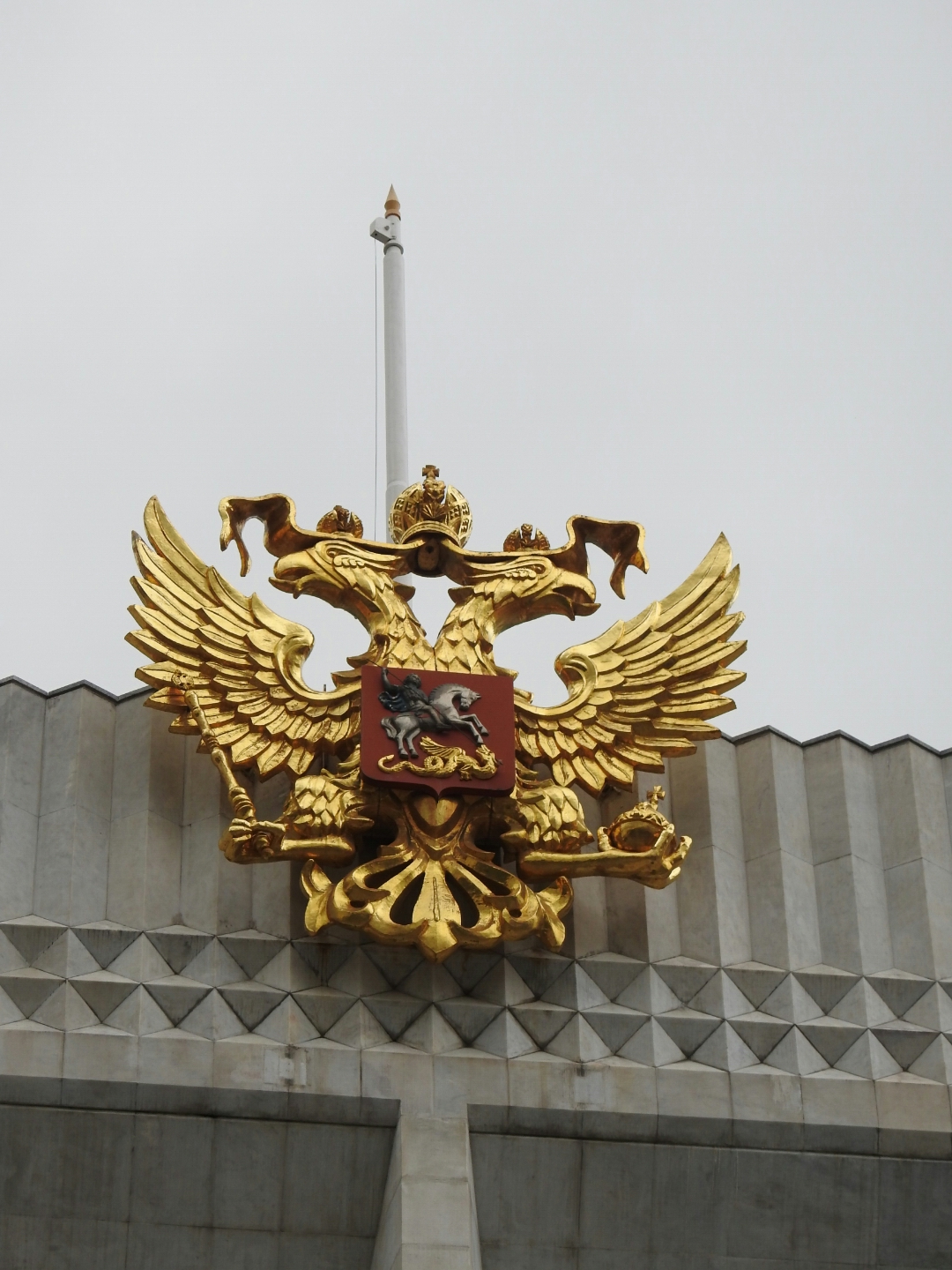
쌍독수리
내부

## 같이 보기
- 소련 공산당 대회
- 공화국궁
- 소비에트 궁전